# Dušan Malešević
Dušan (Duško) Malešević (Zagreb, 23. siječnja 1935. – Zagreb, 19. lipnja 2008.), hrvatski akademski slikar, ilustrator, profesor i likovni pedagog, član grupe umjetnika »Mart«.
Bio je jedan od osnivača HDZ-a 1989. godine. Osim slikarstvom, bavio se grafikom, primijenjenom umjetnošću i pisanjem likovnih kritika i eseja o slikarstvu.

## Životopis
Završio školu za primijenjenu umjetnost u Zagrebu 1955. nakon čega upisuje studij slikarstva na Akademiji likovne umjetnosti u Zagrebu, gdje i upoznaje buduću suprugu, slikaricu Maju Dolenčić-Malešević. Diplomirao je na Akademiji likovne umjetnosti 1960. godine u klasi Otona Postružnika.
Od 1958. godine je u braku s Majom Dolenčić-Malešević s kojom ima dvoje djece: sina književnika Bogdana Maleševića i kćer Tanju Malešević koja je poput svojih roditelja također akademska slikarica.
Od 1960. do 1961. godine bio je član grupe »Mart«. Bio je suradnik Majstorske akademije Krste Hegedušića od 1960. do 1962. godine, s čijim članovima sudjeluje na mnogobrojnim grupnim izložbama u domovini i inozemstvu (u Slovenj Gradecu dobiva posebno priznanje za slikarstvo). Vojni rok služi u Zrenjaninu, gdje sudjeluje u Ečanskoj likovnoj koloniji, počinje pisati za Zrenjaninske novine, a prve samostalne izložbe imao je u Zrenjaninu (1966.) i Beogradu (Kolarčev narodni univerzitet, 1968.). U tom desetljeću stvara čuvene slike, od Ane Frank, Intimnih topografija, do Europe.
1971. godine u Večernjim novostima piše tekstove o svim fenomenima likovne kulture. Utemeljitelj je časopisa za likovnu kulturu LL-a (1973.), Galerije Vladimir Nazor (1970.), Galerije Voćarska (1979.), bio je priređivač raznih izložbi te pisac predgovora u katalozima različitim umjetnicima ili koncepcijskim izložbama.
Poznat je po svojem pedagoškom radu; predavao je na školi Primijenjene umjetnosti i dizajna od 1983. godine, a od 1986. i na Akademiji likovnih umjetnosti u Zagrebu. Predavao je također na Dramskoj akademiji u Zagrebu.
1986. godine otvara vlastitu slikarsku školu u atelijeru na Šalati.
Godine 1989. jedan je od utemeljitelja HDZ-a. Od 1993. do 1996. godine bio je dopredsjednik Gradske skupštine Grada Zagreba. Odlikovan je Spomenicom Domovinskog rata i Redom hrvatskog trolista. Bio je član je Žumberačkog društva i Družbe Braće hrvatskog zmaja, pomažući na sve načine u obnovi domovine.
U razdoblju nakon 2000. godine u vrijeme kada ulazi u mirovinu započinje s pisanjem dviju knjiga.
Preminuo je u Zagrebu 2008. godine.
U lipnju 2009. godine postumno izlazi njegova slikarska monografija, a 2010. godine izlazi knjiga »Teorija umjetnosti« koja sumira Maleševićevo pedesetgodišnje bavljenje umjetnošću: slikanje, podučavanje slikarstva, predavanja iz područja teorije umjetnosti.  Krajem 2011. godine postumno izlazi još jedna Maleševićeva knjiga: »Demo(n)kracija«, ovaj put političke tematike.
Njegovo slikarstvo obilježeno je temama straha i tjeskobe, nadrealnim vizijama sugestivnoga psihološkog izraza. Osim slikanjem, bavio se i ilustracijom za knjige te dječjom ilustracijom. 
Stanko Špoljarić ga je opisao sljedećim riječima: „Dušan Malešević nije bio slikar trendova, njega nisu zanimale teoretske drame, nije ga zanimalo što likovna scena uči oko sebe, iako je itekako bio svjedok vremena… Zapravo je to (Duškovo) slikarstvo, tako stvarano, da ima jednu poetsku iskru, ali i jednu neprekidnu dramatiku, jednu potresnost, koja vas jednostavno mora zaokupiti.“

## Izdvojena djela
- Lutka, 1962., ulje na platnu, 72,5×86 cm
- Vozni red, 60-tih godina, ulje na platnu, 95,5×109,5 cm
- Topografija 17. srpnja, 1969., kombinirana tehnika na platnu, 96,5×110,5 cm
- Proces II, 1973., kombinirana tehnika na platnu,  90×100 cm
- Predio mira, 1965., kombinirana tehnika na platnu, 110×96 cm
- Intimna topografija III, početak 70-tih, kreda i ugljen na papiru, 36×48 cm
- Pejsaž, 50-tih godina, tempera, 20×23 cm
- Autoportret, 50-tih godina, ulje, 27×18 cm
- Lutka sa satom, 80-tih godina, ulje na platnu, 63×50 cm
- Monotipija, 1978./1980., 50×38 cm
- Monotipija (Svjetla tame III), 1978./1980., 50×38 cm
- Psihomorfem (Krik) II, početak 80-tih godina, ulje na platnu, 100×80 cm
- Psihomorfem (Krik) IV, 1983., ulje na platnu, 108×95 cm

## Izložbe
- NOB u djelima likovnih umjetnika Jugoslavije, 1961., Beograd
- Izložba grupe »Mart«, V. 1962., Shiedam - Breda
- Zagrebački salon, V. – VI. 1965., Zagreb
- I. Salon mladih, X. 1968., Zagreb
- Duško Malešević: »Mala retrospektiva 11. svibnja – 28. svibnja 2009.«, Galerija »Vladimir Filakovac«, Zagreb

## Knjige
- Malešević, Dušan. Teorija umjetnosti,  Zagreb:  Grafok d.o.o., 2010. ISBN 9789537682026
- Malešević, Dušan. Demo(n)kracija: smrt demokracije, Zagreb : Grafok, 2011. ISBN 9789537682118

## Ilustrirane knjige
- Ezopove basne; Lisica i orao, Lisica i roda, Vuk i janje, Pohlepan pas, Zagreb, Naša djeca, 1981.
- Dickens,Charles. Oliver Twist, Zagreb, Školska knjiga, 1987.
- Jaje harambaša – narodna pripovijetka, priredio Joža Skok, Naša djeca, 1982.
- Vuković, Čedo, Svemoćno oko: lektira za četvrti razred osnovne škole, Zagreb: Školska knjiga, 1989.
- Krklec, Gustav, Telegrafske basne, Zagreb: Naša djeca, 1982.

## Nagrade i priznanja
Odlikovan je Spomenicom Domovinskog rata i Redom hrvatskog trolista.

## Vanjske poveznice
- Duško Malešević: demokracija nikada nije dostigla svoj ideal kojem je težila  Arhivirana inačica izvorne stranice od 17. travnja 2012. (Wayback Machine)
- Duško Malešević - Mala retrospektiva